# Ornithoica aequisenta
Ornithoica aequisenta är en tvåvingeart som beskrevs av Maa 1966. Ornithoica aequisenta ingår i släktet Ornithoica och familjen lusflugor. Inga underarter finns listade i Catalogue of Life.